# Tobias Grøndahl
Tobias Schjølberg Grøndahl, más conocido como Tobias Grøndahl, (Bærum, 22 de enero de 2001) es un jugador de balonmano noruego que juega de central en el GOG Gudme.
En la temporada 2021-22 comenzó siendo una de las revelaciones de la Liga de Campeones de la EHF, siendo reclamado por parte de muchos para formar parte de la selección noruega.

## Palmarés

### Elverum
- Liga de Noruega de balonmano (3): 2020, 2021, 2022

## Clubes
| Club             | País      | Año         |
| ---------------- | --------- | ----------- |
| Elverum Handball | Noruega   | 2019 - 2024 |
| GOG Gudme        | Dinamarca | 2024 - Act. |